# 科諾普尼齊亞 (普斯托梅特區)
49°49′0″N 23°51′27″E / 49.81667°N 23.85750°E

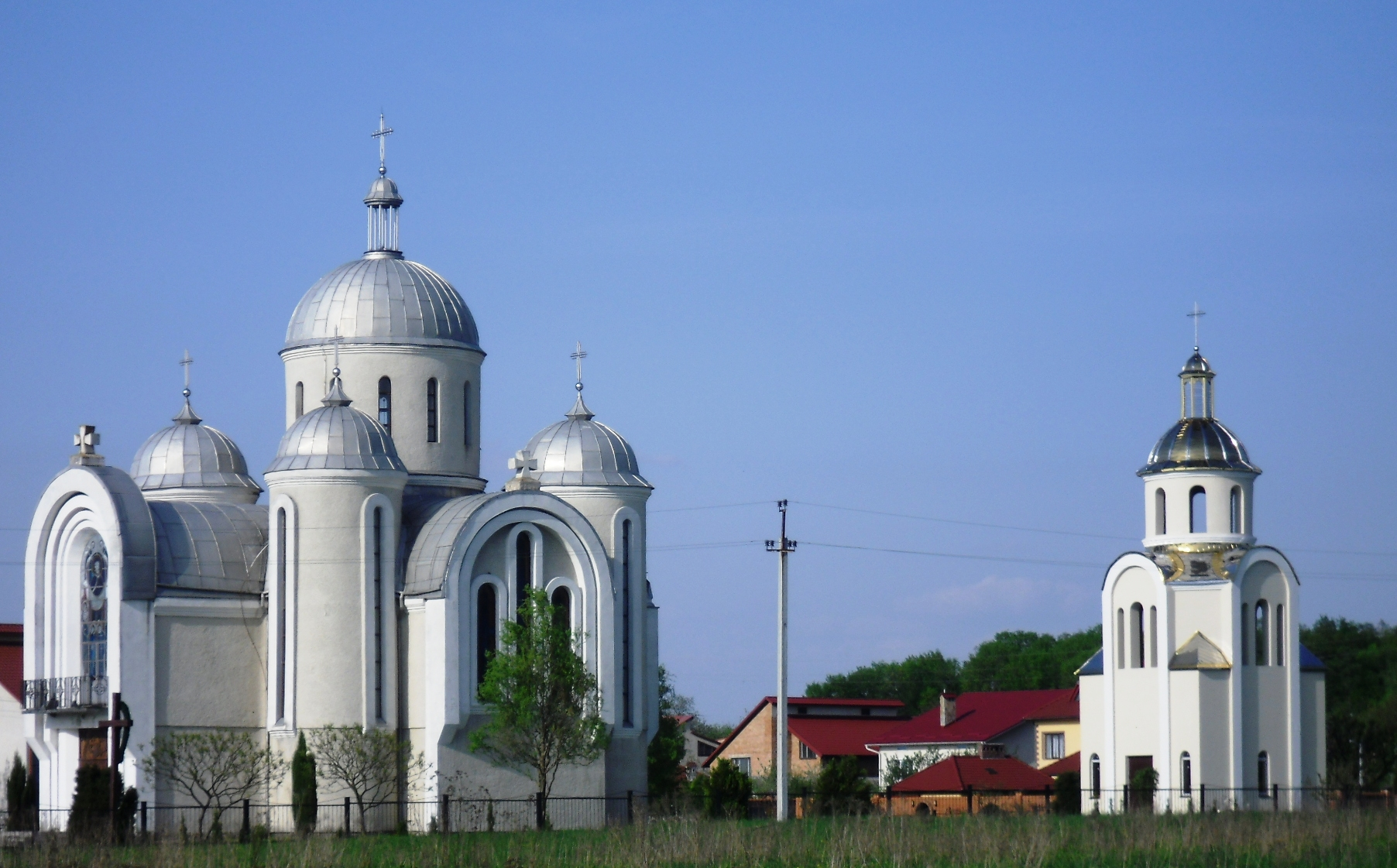

科諾普尼齊亞（烏克蘭語：Конопниця），是烏克蘭西部的村莊，隸屬利維夫州的利維夫區。該村面積1.67平方公里，海拔高度319米，人口562，人口密度每平方公里336.53人。